# Chiềng Xuân
Chiềng Xuân là một xã thuộc huyện Vân Hồ, tỉnh Sơn La, Việt Nam.

## Địa lý
Xã Chiềng Xuân có vị trí địa lý:
- Phía đông giáp xã Xuân Nha
- Phía tây giáp huyện Mộc Châu
- Phía nam giáp xã Tân Xuân
- Phía bắc giáp xã Vân Hồ và huyện Mộc Châu.

Xã Chiềng Xuân có diện tích 75,76 km², dân số năm 2020 là 3.210 người, mật độ dân số đạt 42 người/km².

## Hành chính
Xã Chiềng Xuân được chia thành 7 bản: Dúp Kén, Khò Hông, Là Sàng, Nậm Dên, Sa Lai, Suối Quang, Tân Thành.

## Lịch sử
Ngày 8 tháng 1 năm 2007, Chính phủ ban hành Nghị định số 03/2007/NĐ-CP về việc thành lập xã Chiềng Xuân thuộc huyện Mộc Châu trên cơ sở điều chỉnh 8.695,5 ha diện tích tự nhiên và 2.367 nhân khẩu của xã Xuân Nha.
Ngày 10 tháng 6 năm 2013, Chính phủ ban hành Nghị quyết 72/NQ-CP về việc chuyển xã Chiềng Xuân thuộc huyện Mộc Châu về huyện Vân Hồ mới thành lập quản lý.